# Emilia Dżingarowa
Emilia Dżingarowa, bułg. Емилия Димитрова Джингарова (ur. 6 października 1978) – bułgarska szachistka, arcymistrzyni od 2003 roku. Aktualnie reprezentuje Serbie.

## Kariera szachowa
W pierwszej połowie lat 90. XX wieku była wielokrotną reprezentantką Bułgarii na mistrzostwach świata i Europy juniorek w różnych kategoriach wiekowych (najlepszy wynik: V miejsce na ME do 18 lat, Rimavská Sobota 1996). Pomiędzy 2000 a 2008 czterokrotnie uczestniczyła w szachowych olimpiadach, natomiast w latach 2003 i 2005 – w drużynowych mistrzostwach Europy, na których w 2005 zdobyła srebrny medal za indywidualny wynik na III szachownicy. Wielokrotnie startowała w finałach indywidualnych mistrzostw kraju, czterokrotnie zdobywając srebrne (2000, 2003, 2004, 2006), jak również brązowy (2002) medal.
Najwyższy ranking w dotychczasowej karierze osiągnęła 1 lipca 2010, z wynikiem 2368 punktów zajmowała wówczas 98. miejsce na światowej liście FIDE, jednocześnie zajmując 2. miejsce (za Antoanetą Stefanową) wśród bułgarskich szachistek.

## Życie prywatne
Mężem Emilii Dżingarowej jest arcymistrz Aleksander Delczew.